# Amphitretus pelagicus
Espèce
Synonymes
- Amphitretis pelagicus Hoyle, 1885[1]
- Amphitretus thielei Robson 1930[1]
- Idioctopus gracilipes Taki, 1962[2]

Statut de conservation UICN

 LC  : Préoccupation mineure
Amphitretus pelagicus est une espèce d'octopodes, du genre Amphitretus et de la famille des Amphitretidae.

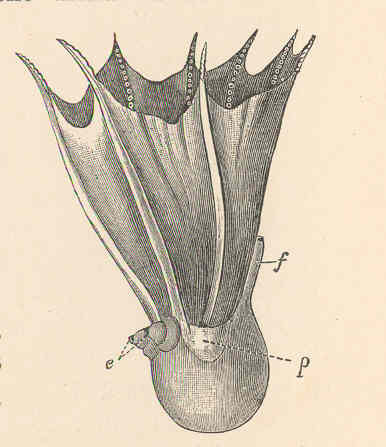
Amphitretus pelagicus

## Habitat et répartition
Cette espèce est présente dans les eaux de l'Indo-Pacifique, en milieu tropical et subtropical, à une profondeur située entre 100 mètres et 2 000 mètres.